# Dama Pulo
Dama Pulo is een bestuurslaag in het regentschap Aceh Timur van de provincie Atjeh, Indonesië. Dama Pulo telt 718 inwoners (volkstelling 2010).